# Superliga 2 femenina de voleibol de España 2019-20
La Superliga 2 femenina de voleibol de España 2019-20 (también conocida como SVF 2 o Superliga 2 femenina) es la segunda máxima categoría del voleibol español en categoría femenina. Consta de dos fases: la liga regular, compuesta por dos grupos, y la fase final, en la que se enfrentan los mejores equipos de cada grupo con el objetivo de ascender a la Superliga. El torneo lo organiza la Real Federación Española de Voleibol (RFEVb).

## Equipos

### Grupo A
| Club                     | Sede                       | Comunidad autónoma | Pabellón                              |
| ------------------------ | -------------------------- | ------------------ | ------------------------------------- |
| REDPISO Torrejón         | Valdetorres de Jarama      | Madrid             | Pabellón José Antonio Paraiso         |
| Arenal Emevé             | Lugo                       | Galicia            | Pabellón municipal de Lugo            |
| VP Madrid                | Madrid                     | Madrid             | CDM Entrevías                         |
| CV Sayre Décimas         | Las Palmas de Gran Canaria | Islas Canarias     | Centro Insular de Deportes            |
| Extremadura Arroyo       | Arroyo de la Luz           | Extremadura        | Pabellón Municipa de Arroyo de la Luz |
| CV Torrelavega           | Torrelavega                | Cantabria          | Pabellón municipal La Habana Vieja    |
| RGC Covadonga            | Gijón                      | Asturias           | Polideportivo Braulio García          |
| Autos Cancela Zalaeta    | La Coruña                  | Galicia            | Polideportivo Barrio de Las Flores    |
| Arona Tenerife Sur       | Los Abrigos                | Islas Canarias     | Pabellón Jesús Domínguez Grillo       |
| cvleganes.com            | Leganés                    | Madrid             | Pabellón Emilia Pardo Bazán           |
| Rivas Ciudad del Deporte | Rivas-Vaciamadrid          | Madrid             | CEIP José Hierro]                     |
| CV Sestao                | Sestao                     | País Vasco         | Polideportivo La Benedicta            |

### Grupo B
| Club                       | Sede                    | Comunidad autónoma   | Pabellón                                |
| -------------------------- | ----------------------- | -------------------- | --------------------------------------- |
| CAEP Soria                 | Soria                   | Castilla y León      | Pabellón municipal Los Pajaritos        |
| Cuesta Piedra Santa Cruz   | Santa Cruz de Tenerife  | Islas Canarias       | Palacio de los Deportes de Santa Cruz   |
| CV Vall D'Hebrón           | Martorell               | Cataluña             | CEM Olimpics                            |
| CVE Granadas de Elche      | Elche                   | Comunidad Valenciana | Pabellón del Toscar                     |
| CV Esplugues               | Esplugas de Llobregat   | Cataluña             | CEM Les Moreres Groc                    |
| Aguere Ciudad de La Laguna | La Laguna               | Islas Canarias       | Pabellón municipal Juan Rios Tejera     |
| UBE L,Illa Grau            | Castellón               | Comunidad Valenciana | Pabellón Ciudad Deportiva               |
| Universidad de Alicante    | San Vicente del Raspeig | Comunidad Valenciana | Pabellón deportivo Universidad Alicante |
| Volei Grau Castelló        | Castellón               | Comunidad Valenciana | Pabellón Pablo Herrera                  |
| JS Hotels Ciutat Cide      | Palma de Mallorca       | Islas Baleares       | Polideportivo Cide                      |
| Mairena Vóley Club         | Sevilla                 | Andalucía            | Pabellón cubierto Marina Alabau         |
| Familycash Xátiva Voleibol | Játiva                  | Comunidad Valenciana | Pabellón municipal de Játiva            |

## Clasificación

### Grupo A
| | Equipo                   | Puntos | J  | G3 | G2 | P1 | P0 | SF | SC | PF   | PC   |
| --- | ------------------------ | ------ | -- | -- | -- | -- | -- | -- | -- | ---- | ---- |
| 1 | Arenal Emevé             | 51     | 19 | 17 | 0  | 0  | 2  | 52 | 13 | 1589 | 1325 |
| 2 | CV Sayre Décimas         | 50     | 18 | 15 | 2  | 1  | 0  | 53 | 10 | 1509 | 1162 |
| 3 | Voley Playa Madrid       | 44     | 18 | 14 | 0  | 2  | 2  | 47 | 17 | 1522 | 1299 |
| 4 | Redpiso Torrejón         | 34     | 19 | 11 | 0  | 1  | 7  | 37 | 27 | 1425 | 1347 |
| 5 | Autos Cancela Zalaeta    | 27     | 19 | 6  | 3  | 3  | 7  | 36 | 39 | 1582 | 1605 |
| 6 | RGC Covadonga            | 26     | 19 | 7  | 2  | 1  | 9  | 33 | 40 | 1554 | 1598 |
| 7 | Arona Tenerife Sur       | 23     | 19 | 5  | 3  | 2  | 9  | 32 | 41 | 1564 | 1589 |
| 8 | cvleganes.com            | 23     | 19 | 6  | 1  | 3  | 9  | 31 | 40 | 1476 | 1582 |
| 9 | Extremadura Arroyo       | 21     | 19 | 5  | 2  | 2  | 10 | 29 | 42 | 1432 | 1555 |
| 10 | CV Sestao                | 21     | 19 | 5  | 2  | 2  | 10 | 27 | 42 | 1459 | 1578 |
| 11 | CV Torrelavega           | 14     | 19 | 2  | 3  | 2  | 12 | 25 | 48 | 1502 | 1640 |
| 12 | Rivas Ciudad del Deporte | 5      | 19 | 1  | 1  | 0  | 17 | 10 | 53 | 1197 | 1531 |
| Fuente: Federación Española de Voleibol: Clasificación de la Superliga Femenina 2 - Grupo A; actualización automática |                          |        |    |    |    |    |    |    |    |      |      |

### Grupo B
| | Equipo                     | Puntos | J  | G3 | G2 | P1 | P0 | SF | SC | PF   | PC   |
| --- | -------------------------- | ------ | -- | -- | -- | -- | -- | -- | -- | ---- | ---- |
| 1 | CV Vall D'Hebrón           | 54     | 19 | 18 | 0  | 0  | 1  | 55 | 14 | 1676 | 1437 |
| 2 | CAEP Soria                 | 48     | 19 | 14 | 3  | 0  | 2  | 52 | 16 | 1626 | 1329 |
| 3 | JS Hotels Ciutat Cide      | 36     | 19 | 11 | 1  | 1  | 6  | 43 | 25 | 1552 | 1461 |
| 4 | Cuesta Piedra Santa Cruz   | 31     | 19 | 9  | 1  | 2  | 7  | 39 | 32 | 1571 | 1515 |
| 5 | CV Esplugues               | 31     | 19 | 7  | 3  | 4  | 5  | 41 | 39 | 1751 | 1712 |
| 6 | Aguere Ciudad de La Laguna | 29     | 19 | 7  | 3  | 2  | 7  | 37 | 36 | 1557 | 1629 |
| 7 | CVE Granadas de Elche      | 25     | 19 | 6  | 3  | 1  | 9  | 34 | 38 | 1578 | 1554 |
| 8 | Universidad de Alicante    | 23     | 19 | 6  | 2  | 1  | 10 | 28 | 39 | 1432 | 1518 |
| 9 | Mairena Vóley Club         | 23     | 19 | 6  | 0  | 5  | 8  | 32 | 41 | 1788 | 1614 |
| 10 | Volei Grau Castelló        | 21     | 19 | 5  | 1  | 4  | 9  | 28 | 44 | 1567 | 1812 |
| 11 | UBE L'Illa Grau            | 20     | 19 | 3  | 5  | 1  | 10 | 29 | 44 | 1516 | 1610 |
| 12 | Familycash Xátiva Voleibol | 1      | 19 | 0  | 0  | 1  | 18 | 7  | 57 | 1140 | 1563 |
| Fuente: Federación Española de Voleibol: Clasificación de la Superliga Femenina 2 - Grupo B; actualización automática |                            |        |    |    |    |    |    |    |    |      |      |

- Datos: Q70892640